# Thalassodromidae
Thalassodromidae é uma família de pterossauros do clado Azhdarchoidea do Cretáceo Inferior do Brasil.

## Taxonomia
O clado foi inicialmente criado por Alexander Kellner em 2007 como uma subfamília, a Thalassodrominae, e incluía dois gêneros, Thalassodromeus e Tupuxuara. Em 2008, um estudo demonstrou que os gêneros Thalassodromeus e Tupuxuara estavam mais relacionados com a família Azhdarchidae do que com a Tapejaridae, elevando o clado para a categoria de família distinta, Thalassodromidae (a qual algumas vezes tem sido referida como Tupuxuaridae, embora Thalassodrominae tenha prioridade).
| Gêneros incluídos na família Thalassodromidae | Gêneros incluídos na família Thalassodromidae                                                                        | Gêneros incluídos na família Thalassodromidae | Gêneros incluídos na família Thalassodromidae | Gêneros incluídos na família Thalassodromidae | Gêneros incluídos na família Thalassodromidae     | Gêneros incluídos na família Thalassodromidae |
| Gênero                                        | Espécie | Idade                                         | Unidade                                       | Localização                                   | Notas                                             |                                               |
| --------------------------------------------- | --- | --------------------------------------------- | --------------------------------------------- | --------------------------------------------- | ------------------------------------------------- | --------------------------------------------- |
| Tupuxuara Kellner & Campos, 1988              | Tupuxuara longicristatus Kellner & Campos, 1988 Tupuxuara leonardii Kellner, 1994 Tupuxuara deliradamus Witton, 2009 | Cretáceo Inferior (Aptiano-Albiano)           | formação Romualdo                             | Brasil                                        | Originalmente membro Romualdo da formação Santana |                                               |
| Thalassodromeus Kellner & Campos, 2002        | Thalassodromeus sethi Kellner & Campos, 2002                                                                         | Cretáceo Inferior (Aptiano-Albiano)           | formação Romualdo                             | Brasil                                        | Originalmente membro Romualdo da formação Santana |                                               |

### Filogenia
As relações do grupo são controversas, com alguns pesquisadores mantendo-o como uma subfamília de Tapejaridae, enquanto outros mantém o grupo como uma família distinta, relacionada com a Azhdarchidae no clado Neoazhdarchia, como clado-irmão da Tapejaridae, ou como clado-irmão da Dsungapteridae.
|  | Thalassodrominae                                                  |
|  |                                                                   |
|  | \| \| Chaoyangopterinae \| \| \| \| \| \| Tapejarinae \| \| \| \| |
|  |                                                                   |
|  | Chaoyangopterinae                                                 |
|  |                                                                   |
|  | Tapejarinae                                                       |
|  |                                                                   |

|  | Chaoyangopterinae |
|  |                   |
|  | Tapejarinae       |
|  |                   |

|  | Thalassodrominae                                                  |
|  |                                                                   |
|  | \| \| Chaoyangopterinae \| \| \| \| \| \| Tapejarinae \| \| \| \| |
|  |                                                                   |
|  | Chaoyangopterinae                                                 |
|  |                                                                   |
|  | Tapejarinae                                                       |
|  |                                                                   |

|  | Chaoyangopterinae |
|  |                   |
|  | Tapejarinae       |
|  |                   |

|  | Thalassodromidae                                                   |
|  |                                                                    |
|  | \| \| Chaoyangopteridae \| \| \| \| \| \| Azhdarchidae \| \| \| \| |
|  |                                                                    |
|  | Chaoyangopteridae                                                  |
|  |                                                                    |
|  | Azhdarchidae                                                       |
|  |                                                                    |

|  | Chaoyangopteridae |
|  |                   |
|  | Azhdarchidae      |
|  |                   |

|  | Thalassodromidae                                                   |
|  |                                                                    |
|  | \| \| Chaoyangopteridae \| \| \| \| \| \| Azhdarchidae \| \| \| \| |
|  |                                                                    |
|  | Chaoyangopteridae                                                  |
|  |                                                                    |
|  | Azhdarchidae                                                       |
|  |                                                                    |

|  | Chaoyangopteridae |
|  |                   |
|  | Azhdarchidae      |
|  |                   |

|  | Azhdarchidae                                                     |
|  |                                                                  |
|  | \| \| Tapejaridae \| \| \| \| \| \| Thalassodromidae \| \| \| \| |
|  |                                                                  |
|  | Tapejaridae                                                      |
|  |                                                                  |
|  | Thalassodromidae                                                 |
|  |                                                                  |

|  | Tapejaridae      |
|  |                  |
|  | Thalassodromidae |
|  |                  |

|  | Azhdarchidae                                                     |
|  |                                                                  |
|  | \| \| Tapejaridae \| \| \| \| \| \| Thalassodromidae \| \| \| \| |
|  |                                                                  |
|  | Tapejaridae                                                      |
|  |                                                                  |
|  | Thalassodromidae                                                 |
|  |                                                                  |

|  | Tapejaridae      |
|  |                  |
|  | Thalassodromidae |
|  |                  |

|  | Azhdarchidae                                                     |
|  |                                                                  |
|  | \| \| Tapejaridae \| \| \| \| \| \| Thalassodromidae \| \| \| \| |
|  |                                                                  |
|  | Tapejaridae                                                      |
|  |                                                                  |
|  | Thalassodromidae                                                 |
|  |                                                                  |

|  | Tapejaridae      |
|  |                  |
|  | Thalassodromidae |
|  |                  |

|  | Azhdarchidae                                                     |
|  |                                                                  |
|  | \| \| Tapejaridae \| \| \| \| \| \| Thalassodromidae \| \| \| \| |
|  |                                                                  |
|  | Tapejaridae                                                      |
|  |                                                                  |
|  | Thalassodromidae                                                 |
|  |                                                                  |

|  | Tapejaridae      |
|  |                  |
|  | Thalassodromidae |
|  |                  |

|  | Thalassodromidae |
|  |                  |
|  | Dsungaripteridae |
|  |                  |

|  | Chaoyangopteridae |
|  |                   |
|  | Azhdarchidae      |
|  |                   |

|  | Thalassodromidae |
|  |                  |
|  | Dsungaripteridae |
|  |                  |

|  | Chaoyangopteridae |
|  |                   |
|  | Azhdarchidae      |
|  |                   |

|  | Thalassodromidae |
|  |                  |
|  | Dsungaripteridae |
|  |                  |

|  | Chaoyangopteridae |
|  |                   |
|  | Azhdarchidae      |
|  |                   |

|  | Thalassodromidae |
|  |                  |
|  | Dsungaripteridae |
|  |                  |

|  | Chaoyangopteridae |
|  |                   |
|  | Azhdarchidae      |
|  |                   |